# Roland Öberg

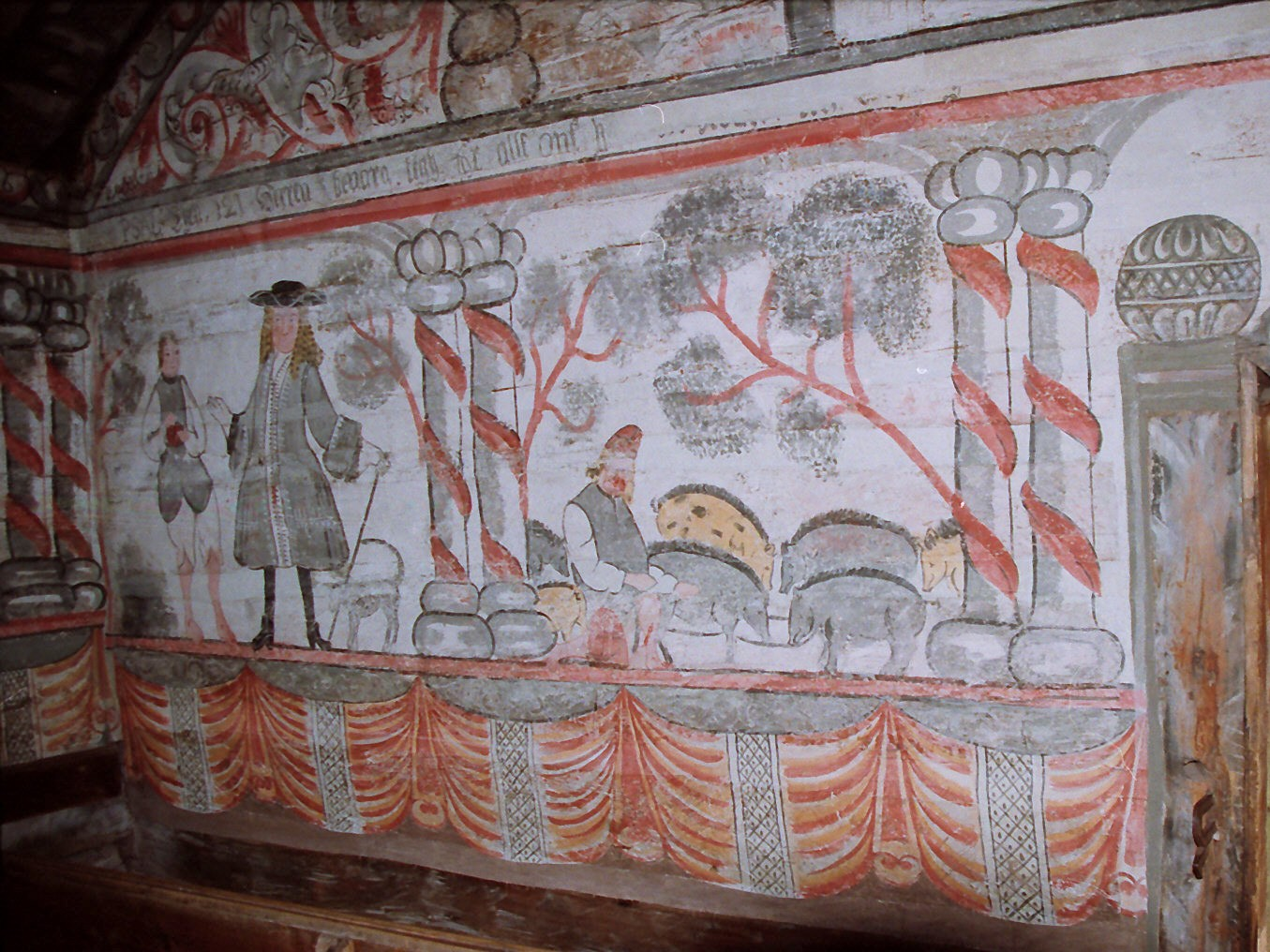
Väggmålningar i Ulvöhamns gamla kapell, utförda av Öberg 1719.

Roland Johansson Öberg var en svensk kyrkomålare, verksam i slutet av 1600-talet och början av 1700-talet.
Öberg var förmodligen son till en bonde från Norra Ulvön utanför Örnsköldsvik. Man vet med säkerhet att Öberg utfört målningar i två kyrkor men man antar att han utförde flera målningar som man arkivaliskt inte kan tillskriva honom. Han utförde tak- och väggmålningar i kapellet i Barsta fiskeläge i Nordingrå socken 1699. Målningarna återger bibliska scenerier med en viss konstlös men verkningsfull realism. Öbergs andra kända verk är tak- och väggmålningarna i Ulvöhamns gamla kapell i Nätra socken som han utförde 1719. Kapellet är bevarat på sin gamla plats med bevarad interiör. Det förvärvades 1891 av Västernorrlands museum i Härnösand och Ulvö kyrka uppfördes som ersättare 1894.